# (34068) 2000 OB56
2000 OB56 (asteroide 34068) é um asteroide da cintura principal. Possui uma excentricidade de 0.15305730 e uma inclinação de 0.32990º.
Este asteroide foi descoberto no dia 29 de julho de 2000 por LONEOS em Anderson Mesa.